# Франкендорф
Франкендорф (нім. Frankendorf) — громада в Німеччині, розташована в землі Тюрингія. Входить до складу району Ваймарер-Ланд. Складова частина об'єднання громад Меллінген.
Площа — 2,68 км2. Населення становить 160 ос. (станом на 31 грудня 2021).

## Галерея

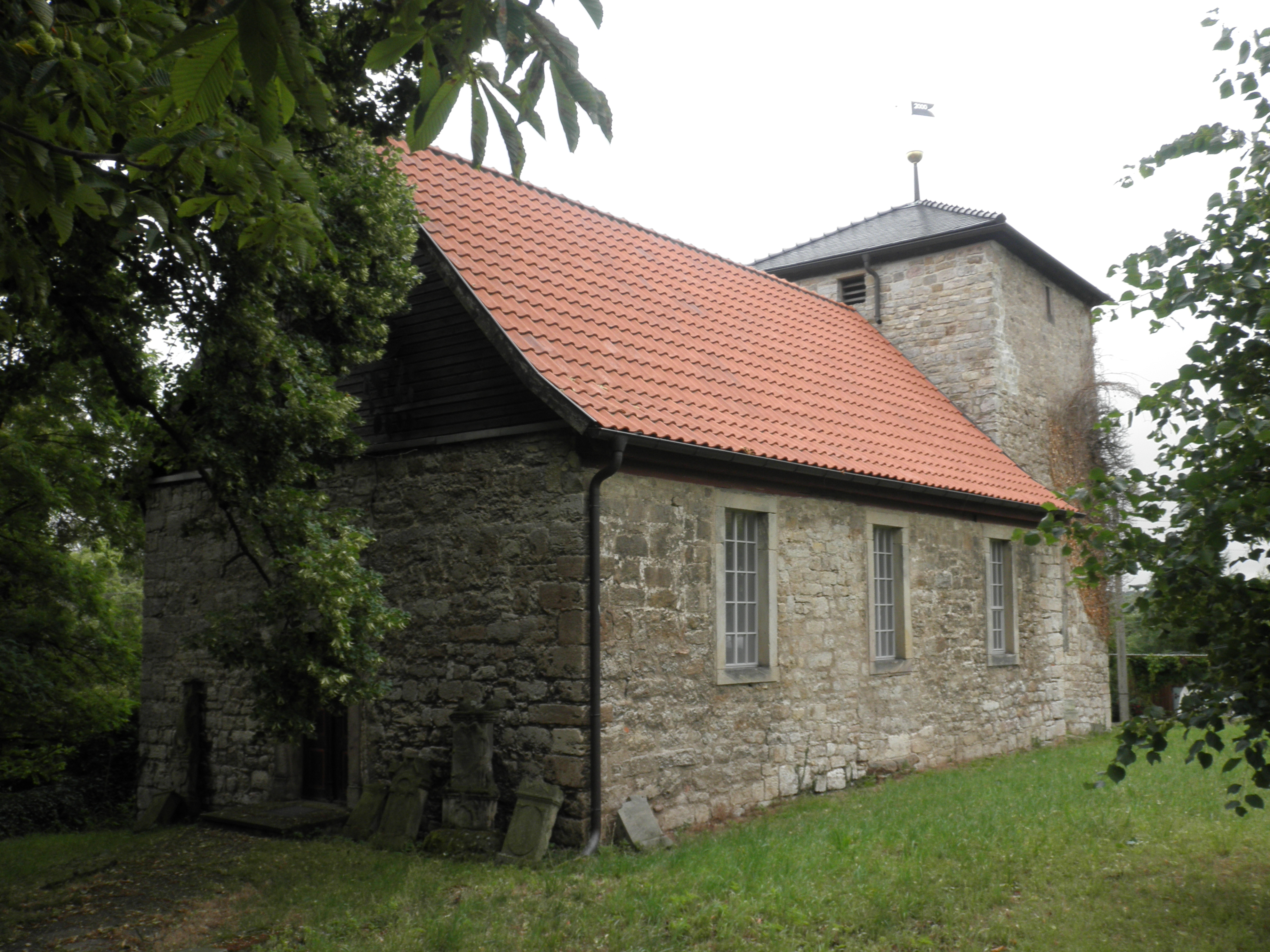